# Hamanumida
Hamanumidalà một chi bướm trong họ Nymphalidae.

## Các loài
- Hamanumida bicolor
- Hamanumida daedalus
- Hamanumida hesperus
- Hamanumida icarus
- Hamanumida melanthalis
- Hamanumida meleagrina
- Hamanumida meleagris